# Nitenpyram
Nitenpyram ist eine chemische Verbindung aus der Gruppe der Neonicotinoide.

## Gewinnung und Darstellung
Nitenpyram kann ähnlich wie Imidacloprid in einer mehrstufigen Reaktion ausgehend von 2-Chlor-5-chlormethylpyridin gewonnen werden.

## Eigenschaften
Nitenpyram ist ein hellgelber kristalliner Feststoff, der löslich in Wasser ist.

## Verwendung
Nitenpyram wird als systemisches Insektizid bei Nutztieren und in der Landwirtschaft zur Bekämpfung von zum Beispiel Blattläusen und Flöhen verwendet. Die Verbindung wurde 1989 von der Takeda Chemical Industries entdeckt und 1995 von Novartis Animal Health als Floh-Adultizid zur oralen Anwendung in den Handel gebracht. Es gehört zur Gruppe der Acetylcholin-Rezeptor-Agonisten in den postsynaptischen Membranen. Die Acetylcholinesterase wird durch Nitenpyram nicht gehemmt. Es wird unter dem Handelsnamen Capstar zur oralen Behandlung von Katzenflohbefall bei Katzen und Hunden verwendet, besitzt jedoch keine Langzeitwirkung. In der ersten Stunde nach der Verabreichung, wenn die Wirkung des Produkts einsetzt, kann beim Haustier unter Umständen verstärkter Juckreiz auftreten, was auf die erhöhte Aktivität der Flöhe zurückzuführen ist. Dieser Effekt ist vorübergehend und klingt rasch ab, wenn die Flöhe sterben.

## Zulassung
Als Pflanzenschutzmittelwirkstoff ist Nitenpyram in der Europäischen Union und in der Schweiz nicht zugelassen.